# Ron Middleton
Rawdon Hume "Ron" Middleton (Sydney, Austrália, 22 de julho de 1916 - 29 de novembro de 1942, Canal da Mancha) foi um piloto de bombardeiros da Real Força Aérea Australiana durante a Segunda Guerra Mundial. Foi condecorado após a morte com a Cruz Vitória, a maior condecoração que se pode dar a forças britânicas e da Commonwealth por coragem demonstrada face ao inimigo.